# Ulica Józefa w Krakowie
Ulica Józefa – ulica w Krakowie, w dzielnicy I Stare Miasto, na Kazimierzu. Łączy ulicę Krakowską z ulicą Szeroką.

## Historia
Przed lokacją Kazimierza w 1335 r., na miejscu dzisiejszej ulicy znajdowała się droga łącząca wieś Bawół ze Skałką, prawdopodobnie wykładana drewnem, która biegła grzbietem niewielkiej wyniosłości ciągnącej się pośród mokradeł (teren Kazimierza był wtedy w dużej mierze podmokły i bagienny). 
Podczas lokowania miasta, w miejscu dawnej wiejskiej drogi wytyczono ulicę, której nazwa pojawia się pod koniec XIV w. jako ul. Sukiennicza, ale w wersji łacińskiej: Platea Textorum, Platea Lanificum, Platea Pannificum (polska postać nazwy nie zachowała się do naszych czasów, ale lanifex – tkacz, (texor); sukiennik, lanificus – tkacz, textor, pannifex – sukiennik). Istnienie sukienników na Kazimierzu i zamieszkiwanie ich w tym rejonie potwierdzone jest od 1369 r. Ulicę tę prawdopodobnie zamykała brama Bydlna.
Od 1494 r. północno-wschodnią część Kazimierza zaczęli zajmować wysiedlani z Krakowa Żydzi. Dzisiejszą ulicę Józefa przecięła w 1533 r. na dwie części brama Żydowska, znajdująca się na skrzyżowaniu z obecną ulicą Jakuba, dlatego też w XVI wieku wschodnią część ulicy zaczęto nazywać ulicą Żydowską (Platea Iudeorum, Na zydowskiey ulicy przed broną zydowską, Ulica Żydowska). Na przełomie XVIII i XIX wieku cała dzisiejsza ulica nosiła już nazwę Żydowskiej, a z czasem Chrześcijańsko-Żydowskiej (in der christlichen-Judengasse w 1807 r.).
W 1866 roku, gdy ulica zamieszkana była niemal wyłącznie przez Żydów, pojawiła się nazwa obecna, nawiązująca do pobytu cesarza Józefa II w kamienicy Wojewodzińskiej przy ulicy Krakowskiej 20/Józefa 2. Pierwotnie nazwa ta odnoszona była jedynie do odcinka zachodniego, między ulicami Krakowską a dzisiejszą Nową, później objęła całą ulicę. Była ona jedną z ulic okalających teren dawnego Miasta Żydowskiego, na jej przecięciu z ulicą Jakuba znajdowała się brama wjazdowa. Brama była ważnym miejscem w życiu mieszkańców miasta żydowskiego. Tutaj ogłaszano ważne wiadomości, rozporządzenia oraz ugody między władzami miejskimi Kazimierza a gminą żydowską. 
Przy ulicy Józefa znajdują się m.in. Synagoga Wysoka (nr 38), Dom Aktora (nr 16), w którym mieszka i mieszkało wielu krakowskich aktorów oraz oddział Staromiejskiego Centrum Kultury Młodzieży (nr 12). Kiedyś przy numerze 11 mieściła się szkoła parafialna Bożego Ciała. Ulica Józefa od kilku lat obchodzi swoje święto.

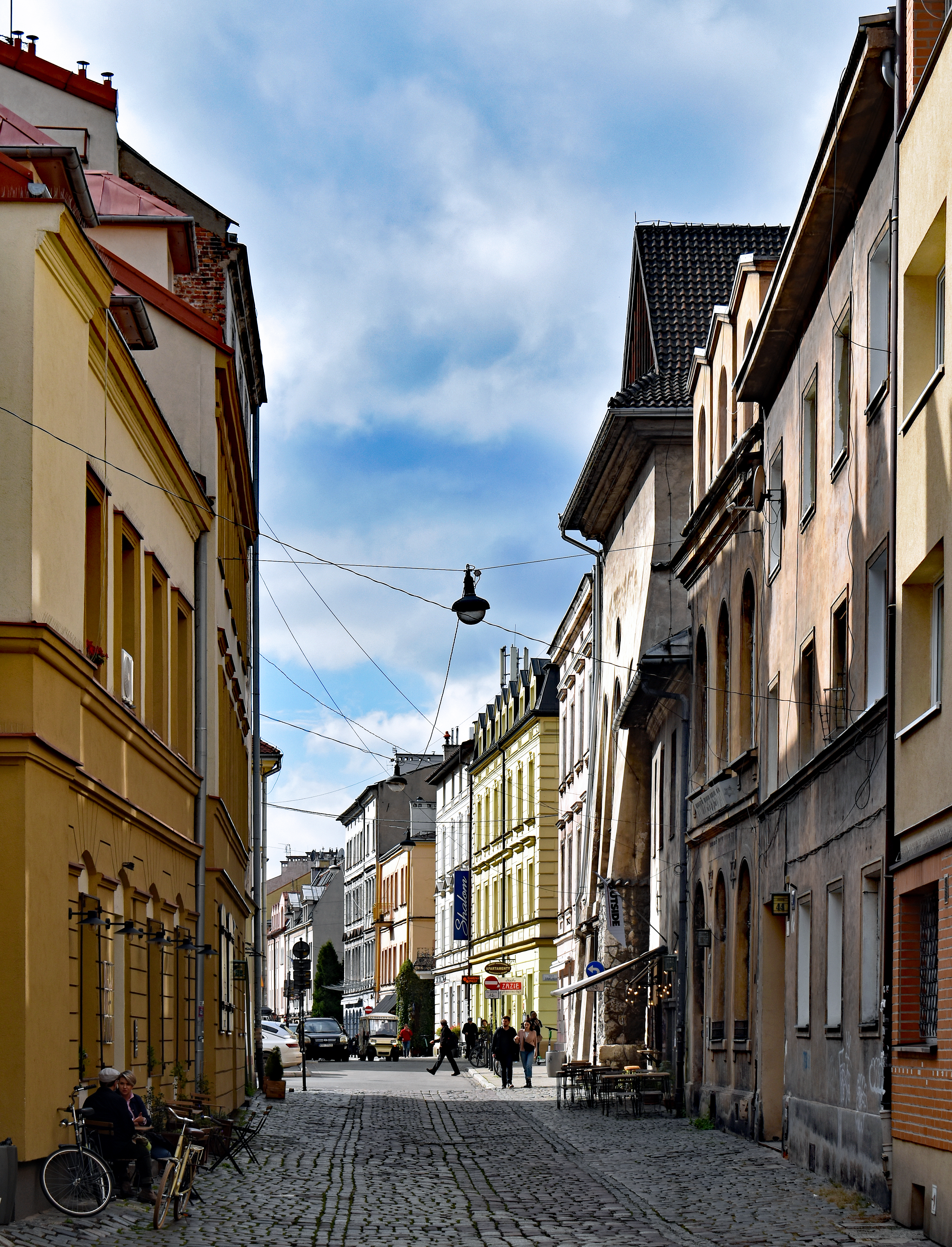
Widok z ul. Szerokiej
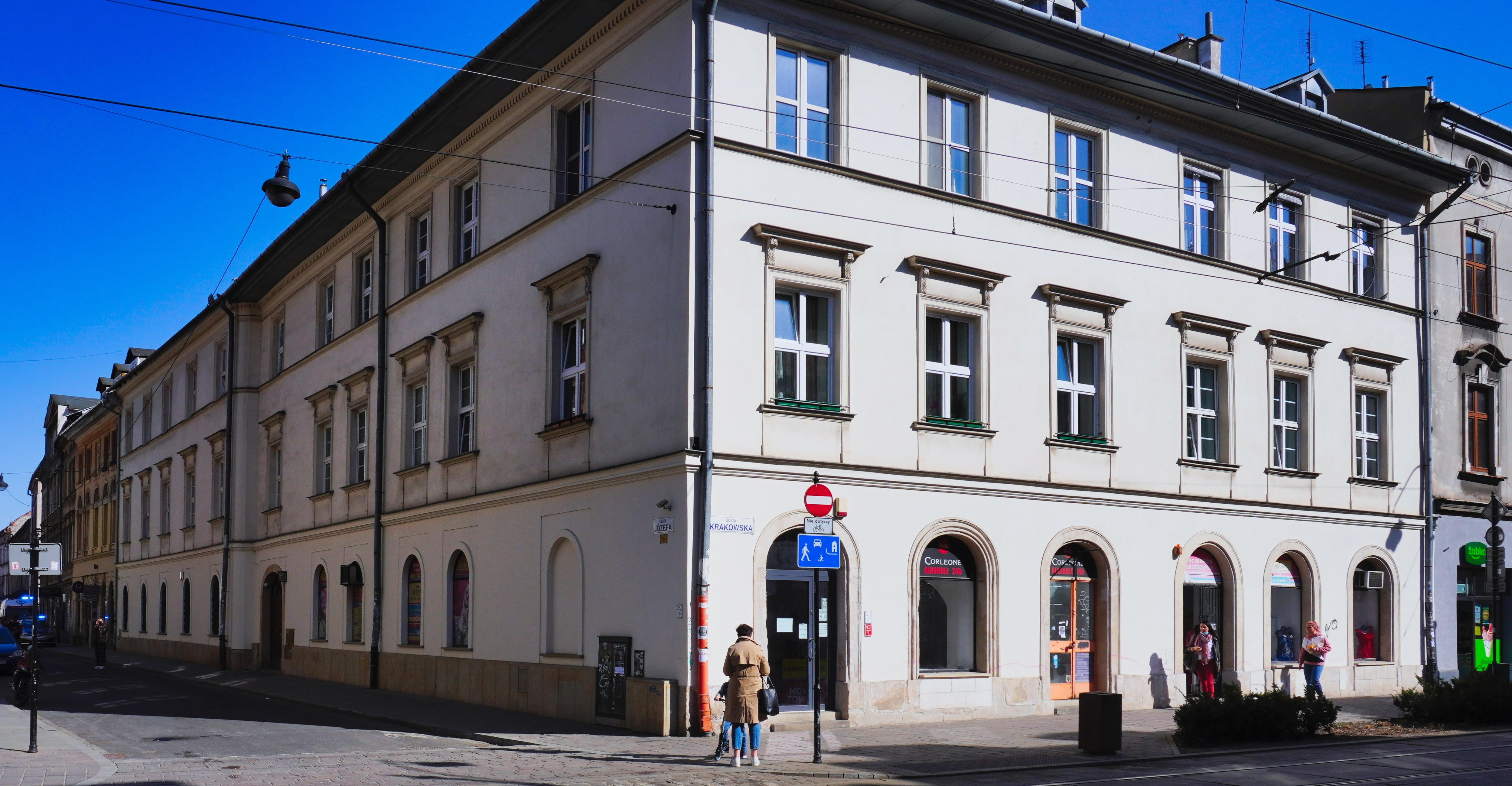
ul. Józefa 1 Kamienica proj. I. Hercoka, (1847–57)
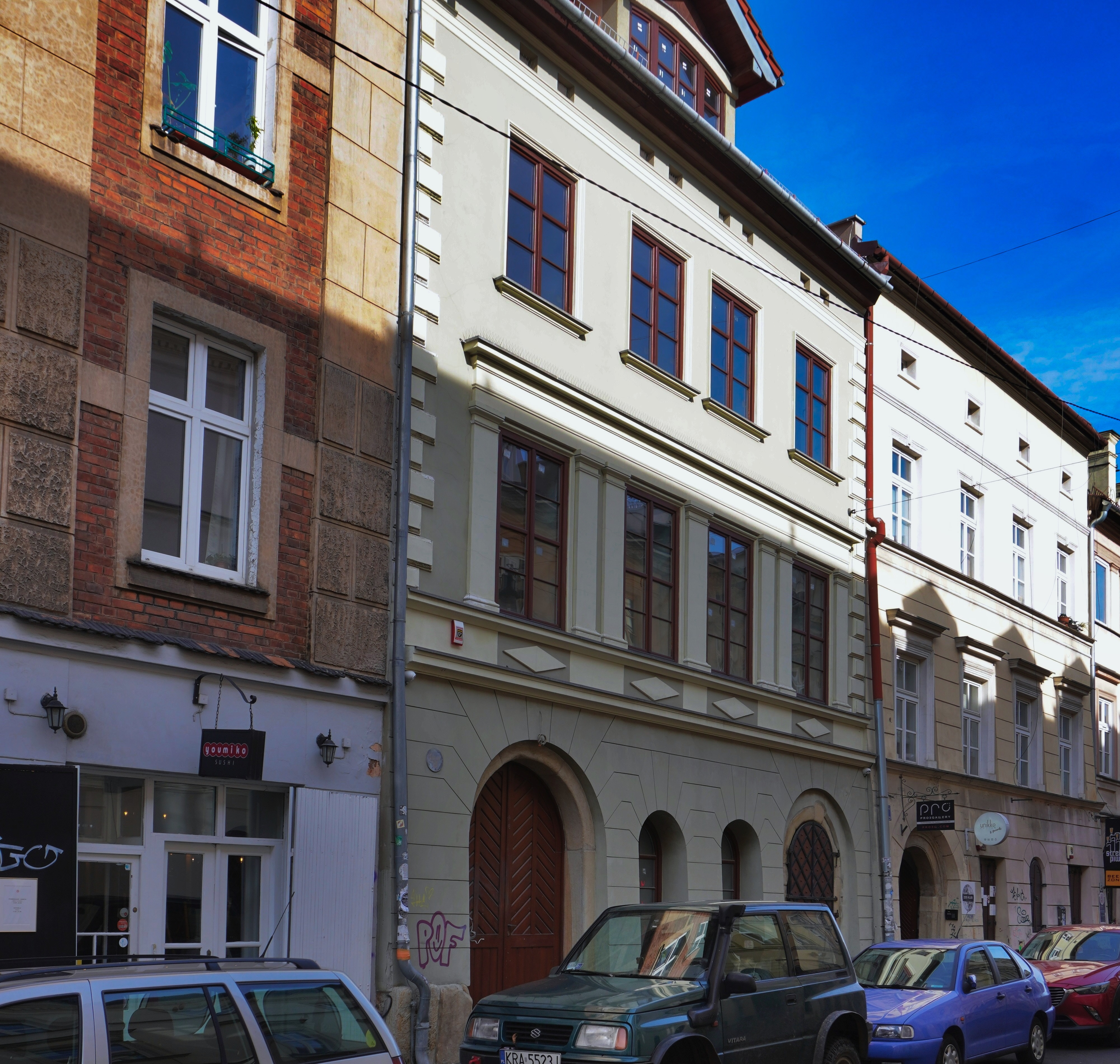
ul. Józefa 4 Kamienica (XVI/XVII w.)
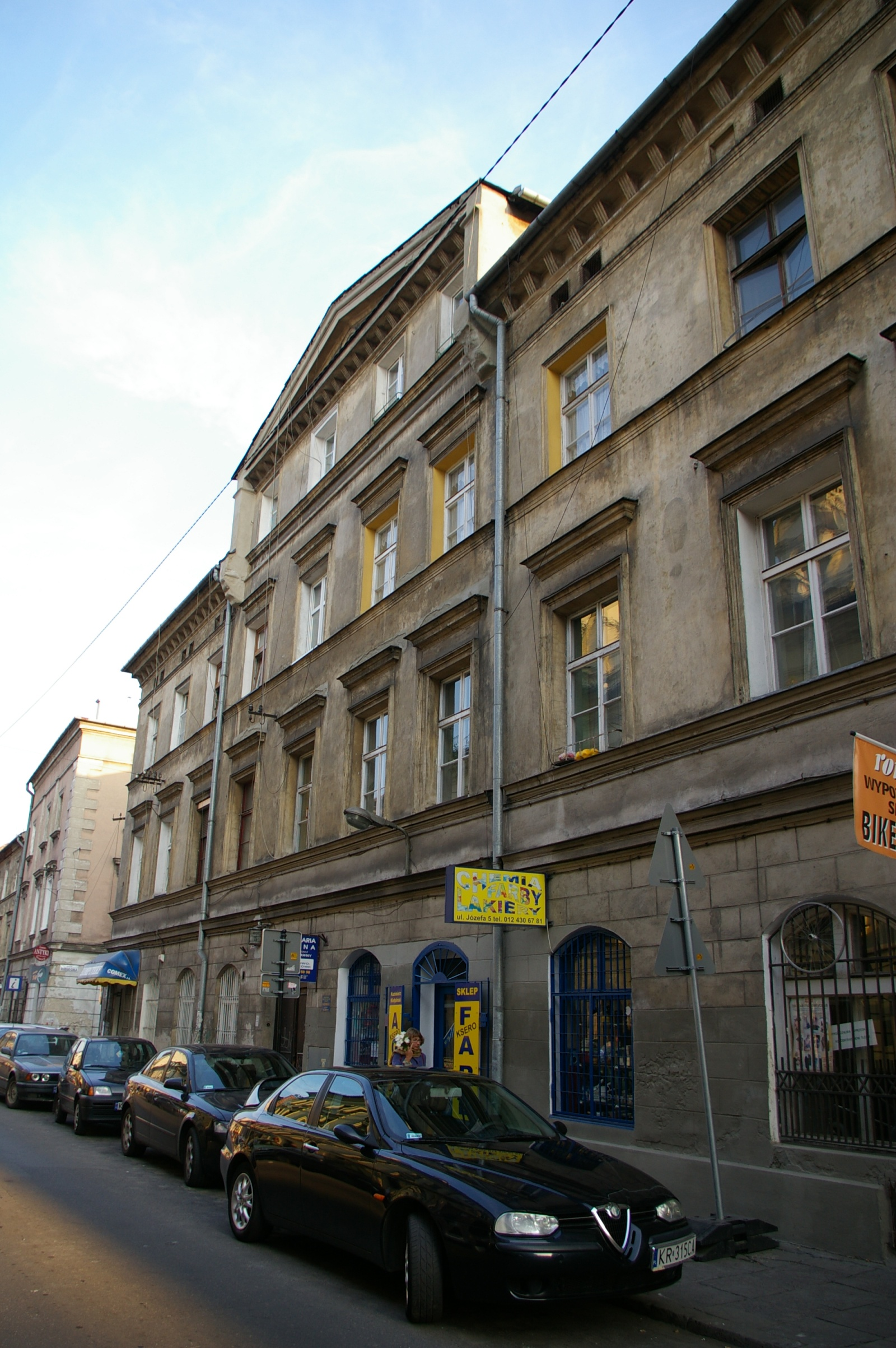
ul. Józefa 5 Synagoga Chewra Kadisza
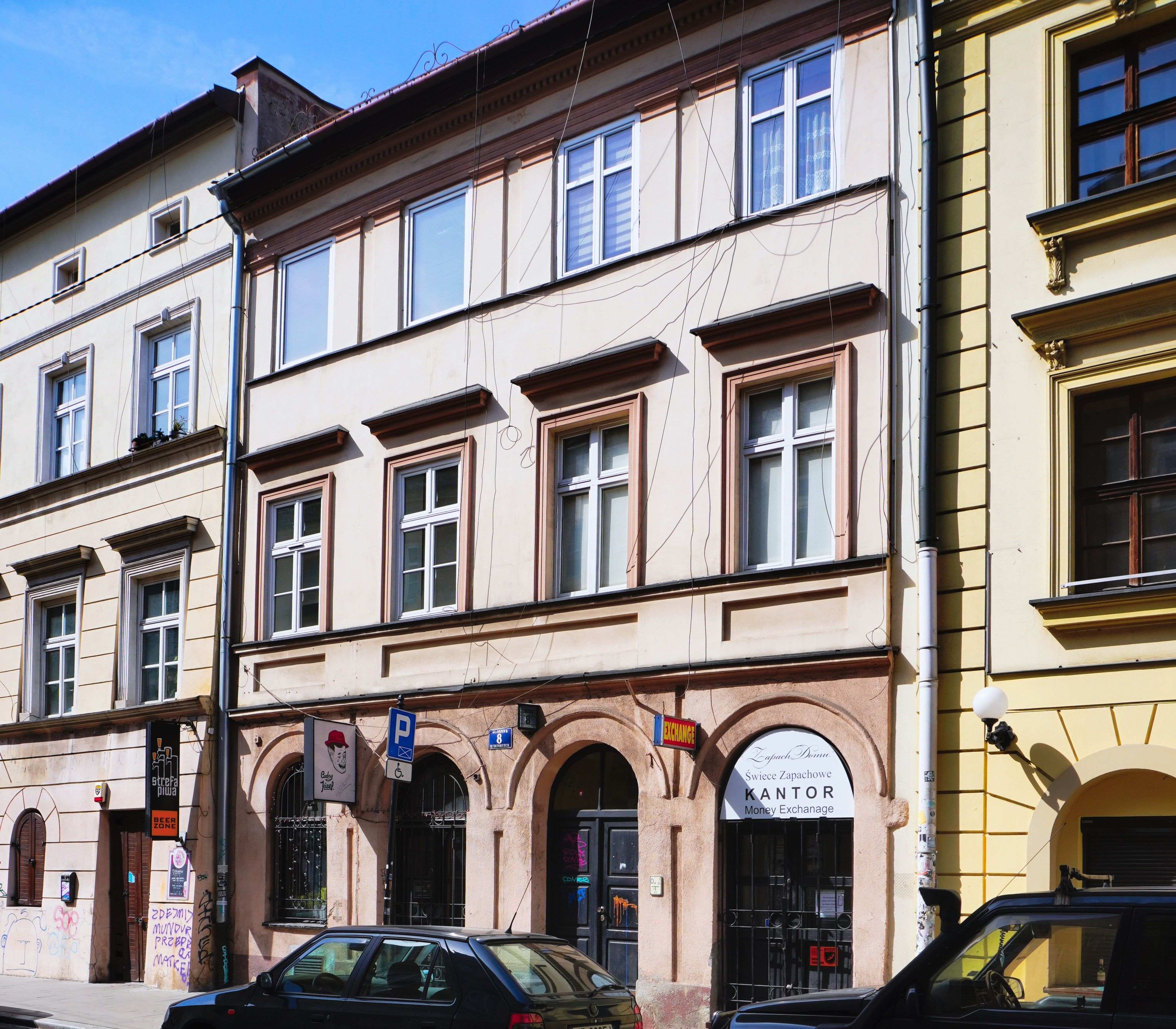
ul. Józefa 8 Zabytkowa kamienica
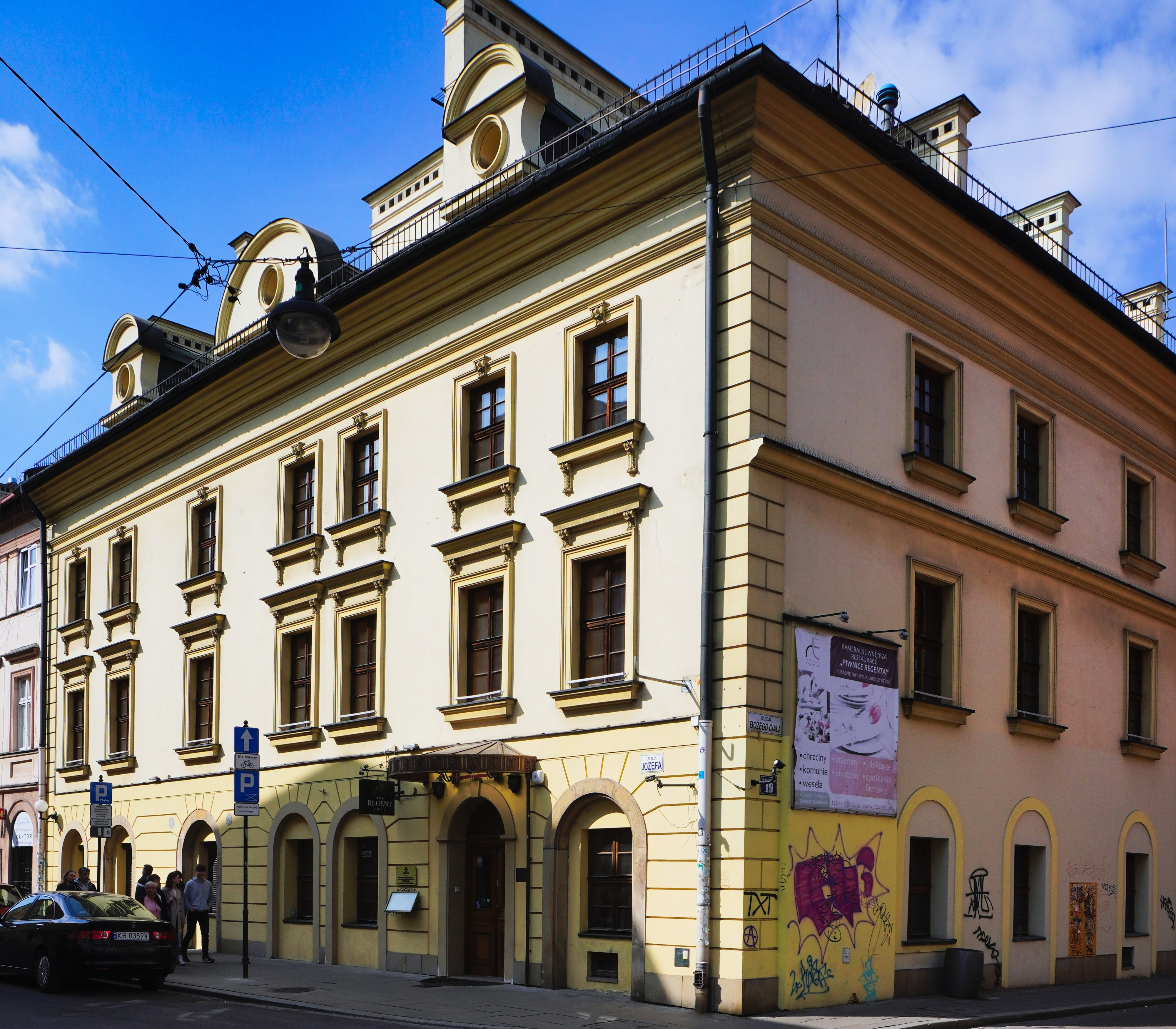
ul. Józefa 10 Zabytkowa kamienica
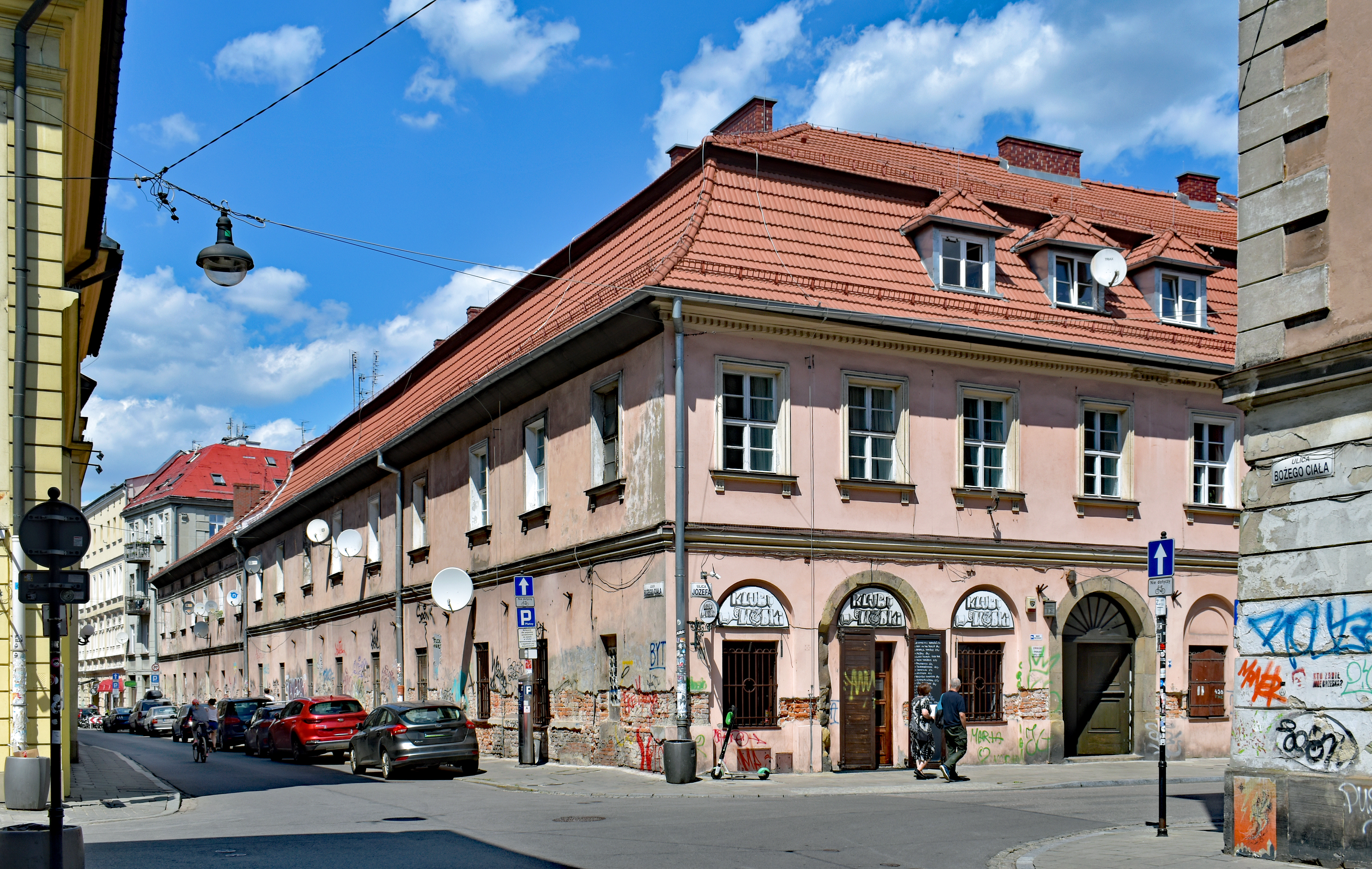
ul. Józefa 12 Dawny zajazd i Synagoga Etz Chaim
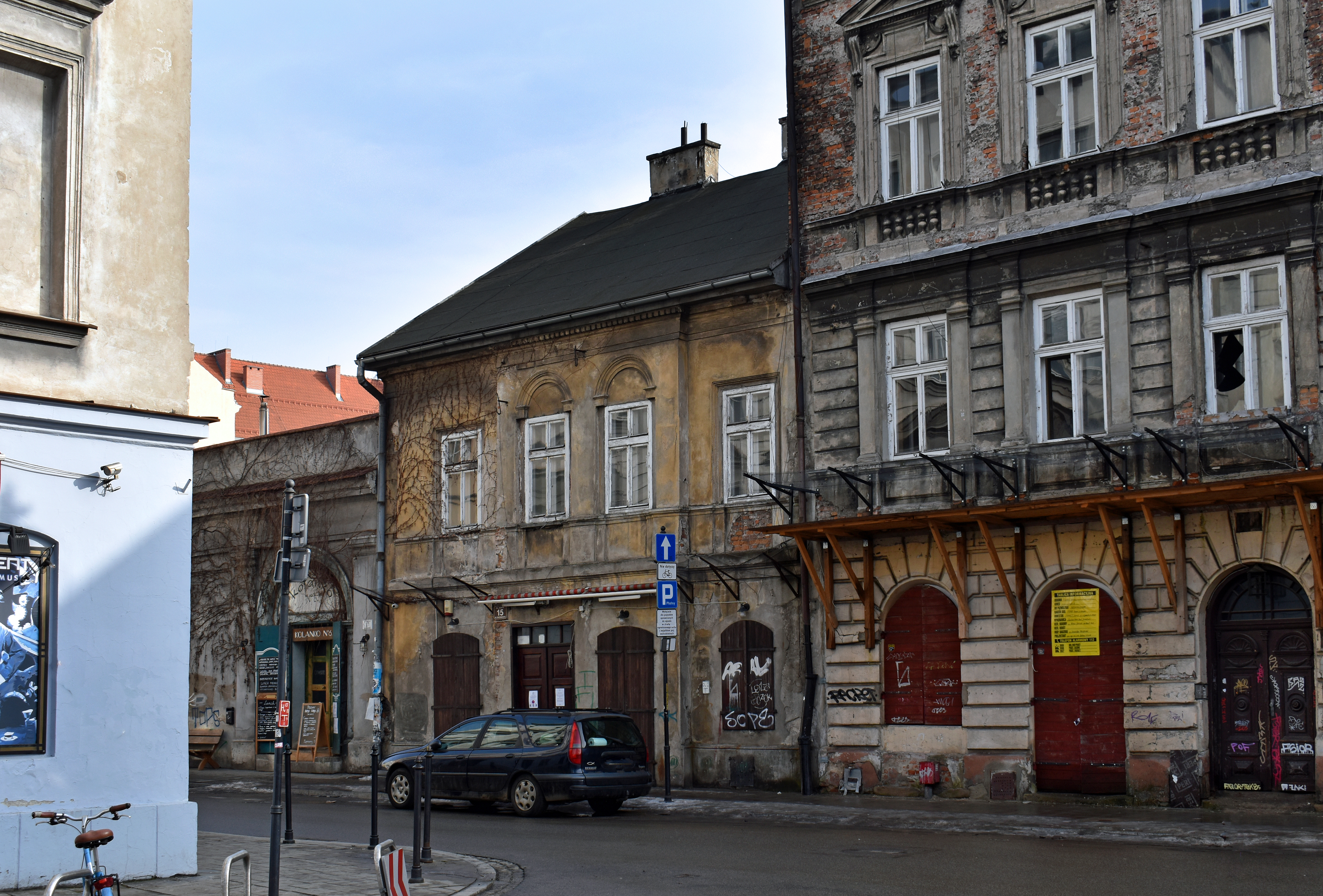
ul. Józefa 15 Synagoga Chasydów z Radomska
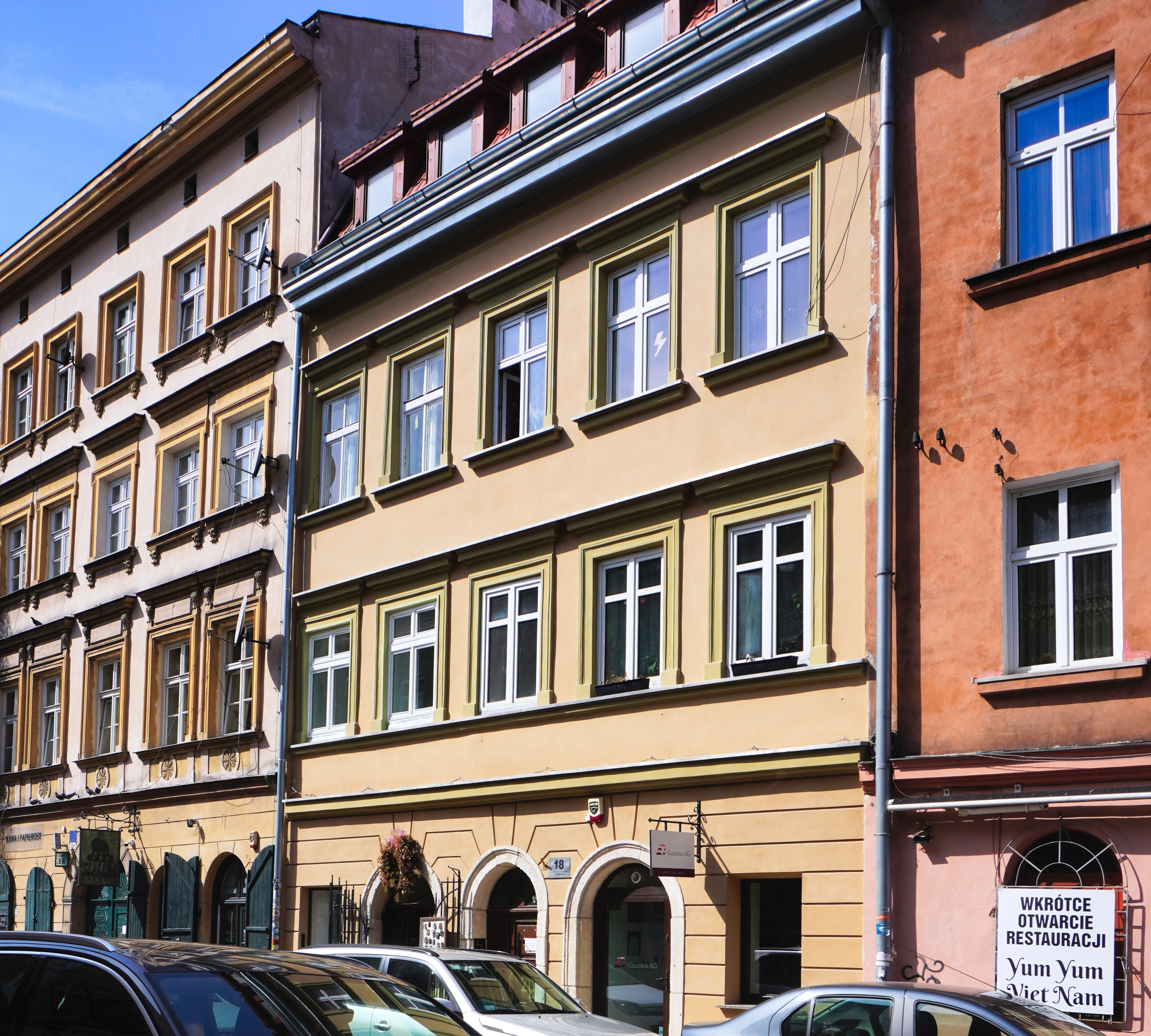
ul. Józefa 18 Kamienica (XVIII w.)
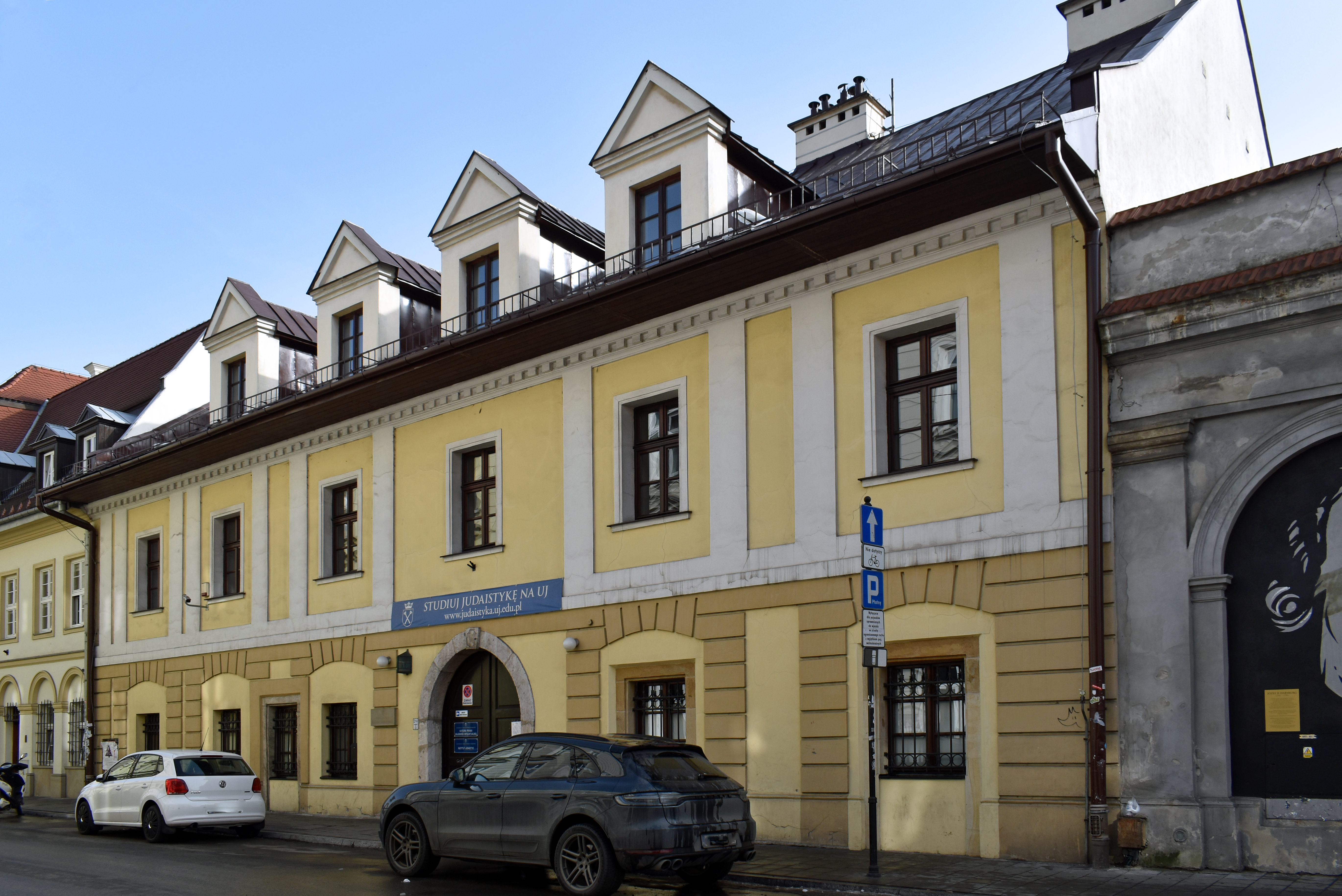
ul. Józefa 19 Instytut Judaistyki UJ
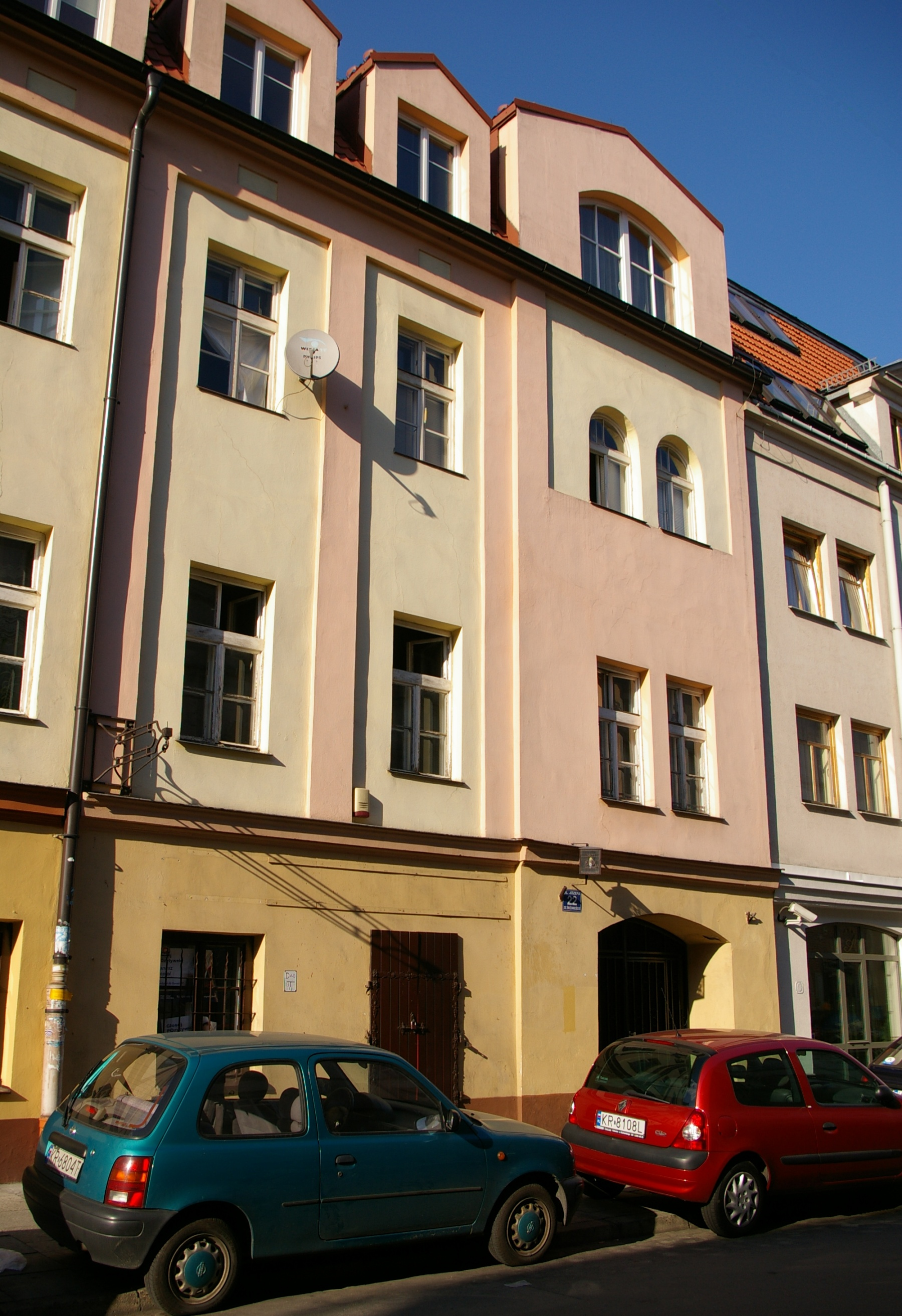
ul. Józefa 22 Synagoga Ahawat Tora
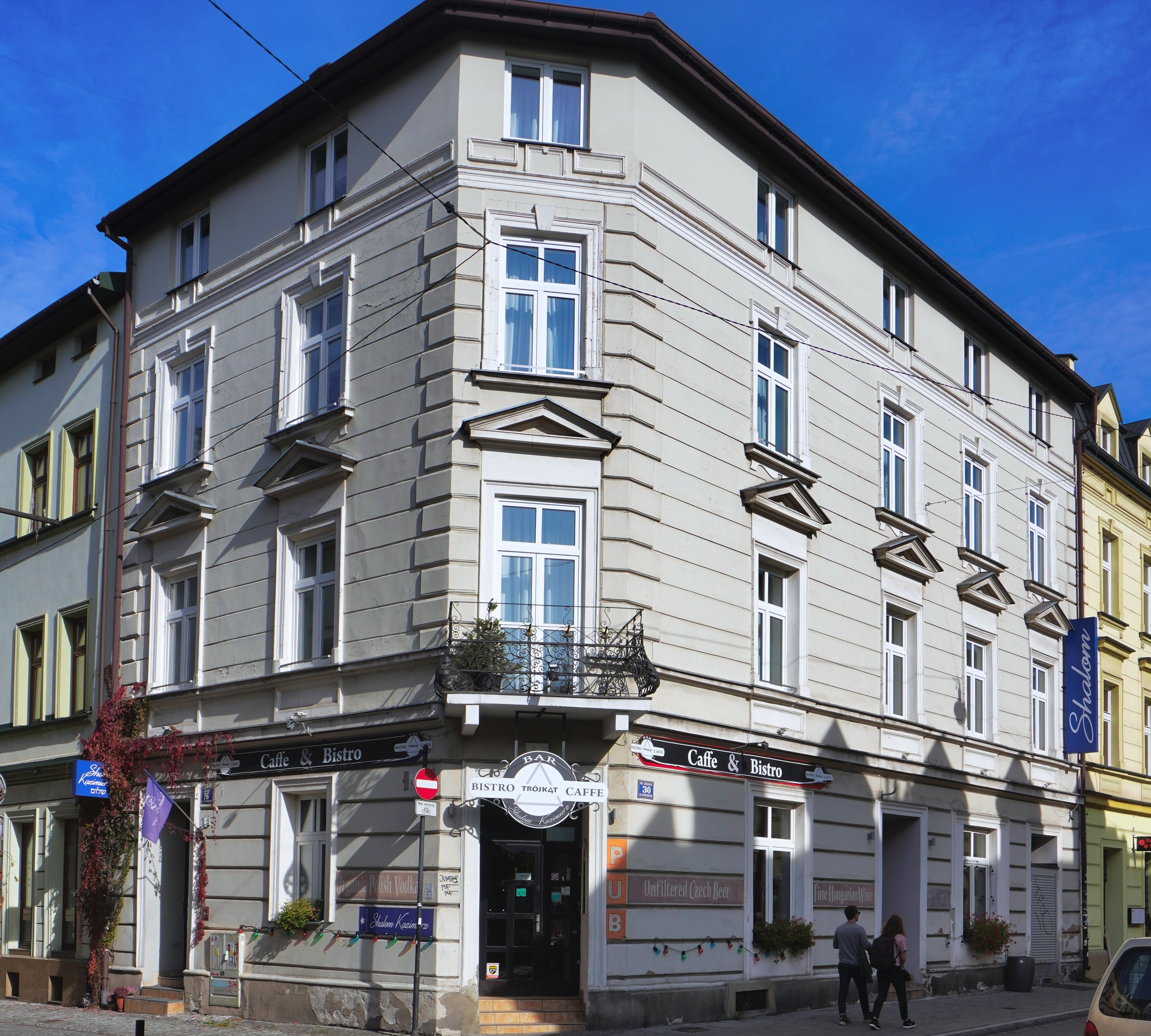
ul. Józefa 30 Kamienica (XIX w.)
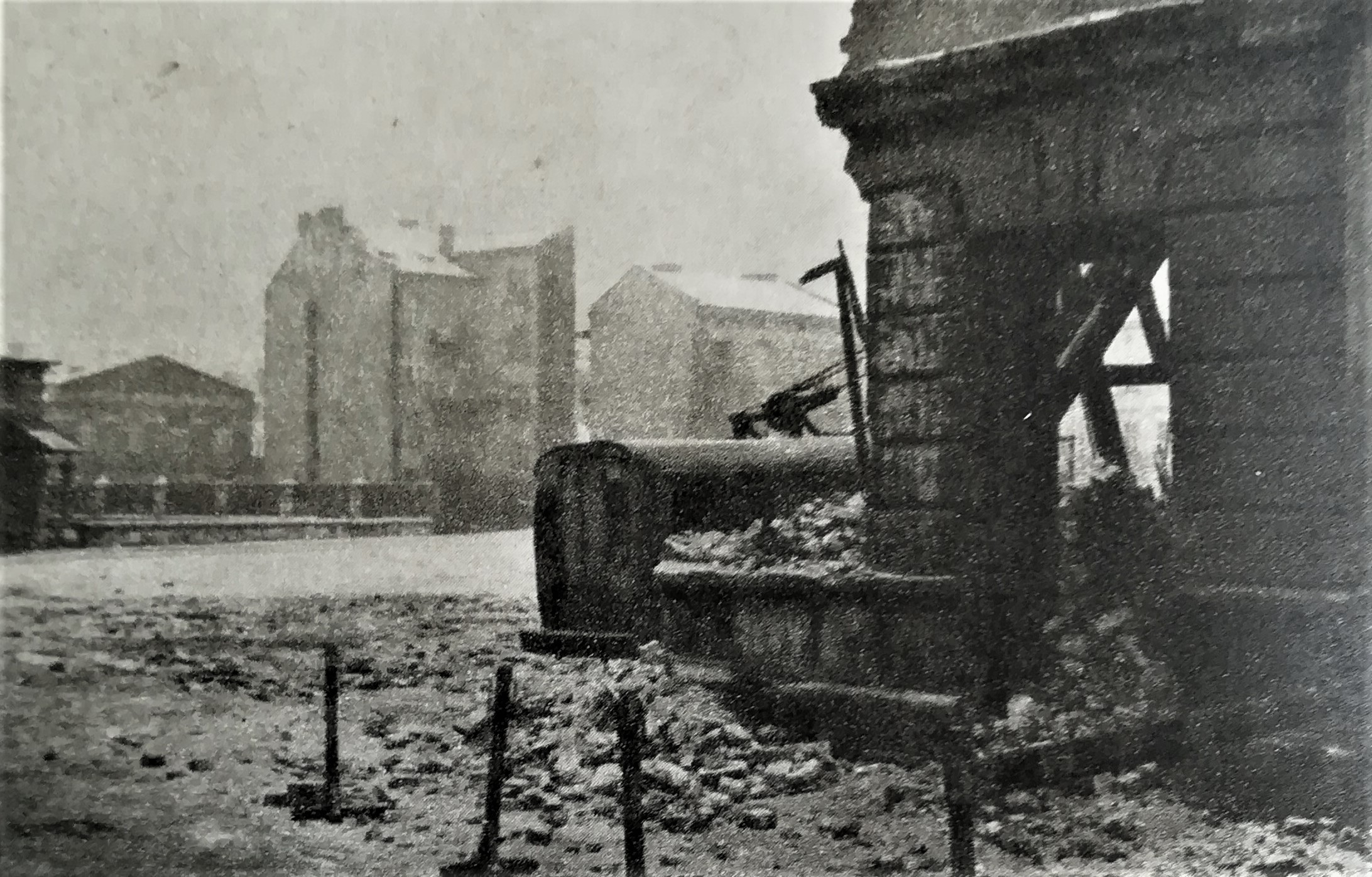
ul. Józefa 33 Synagoga Reb Arons Klaus
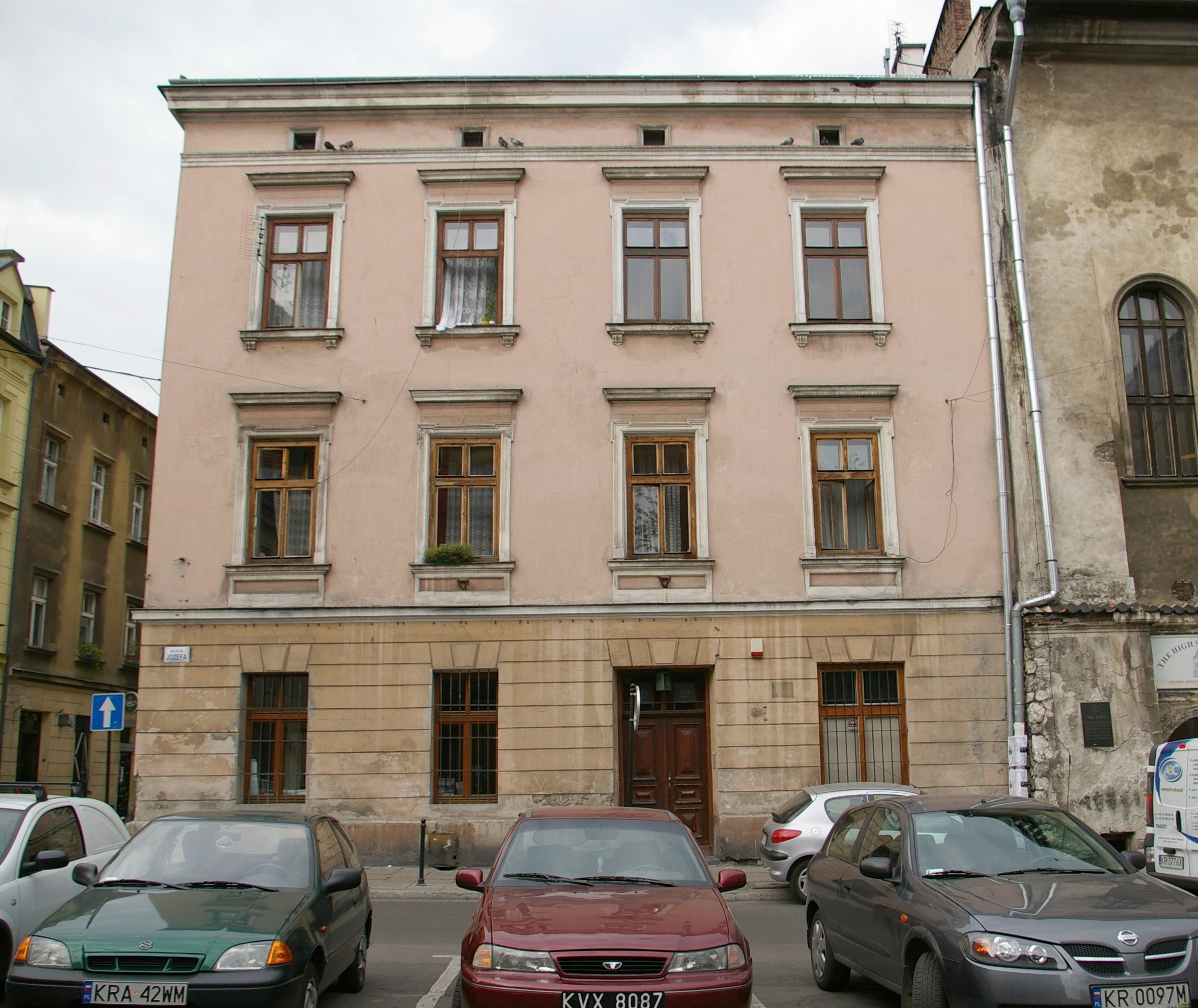
ul. Józefa 36 Synagoga Chewra Ner Tamid
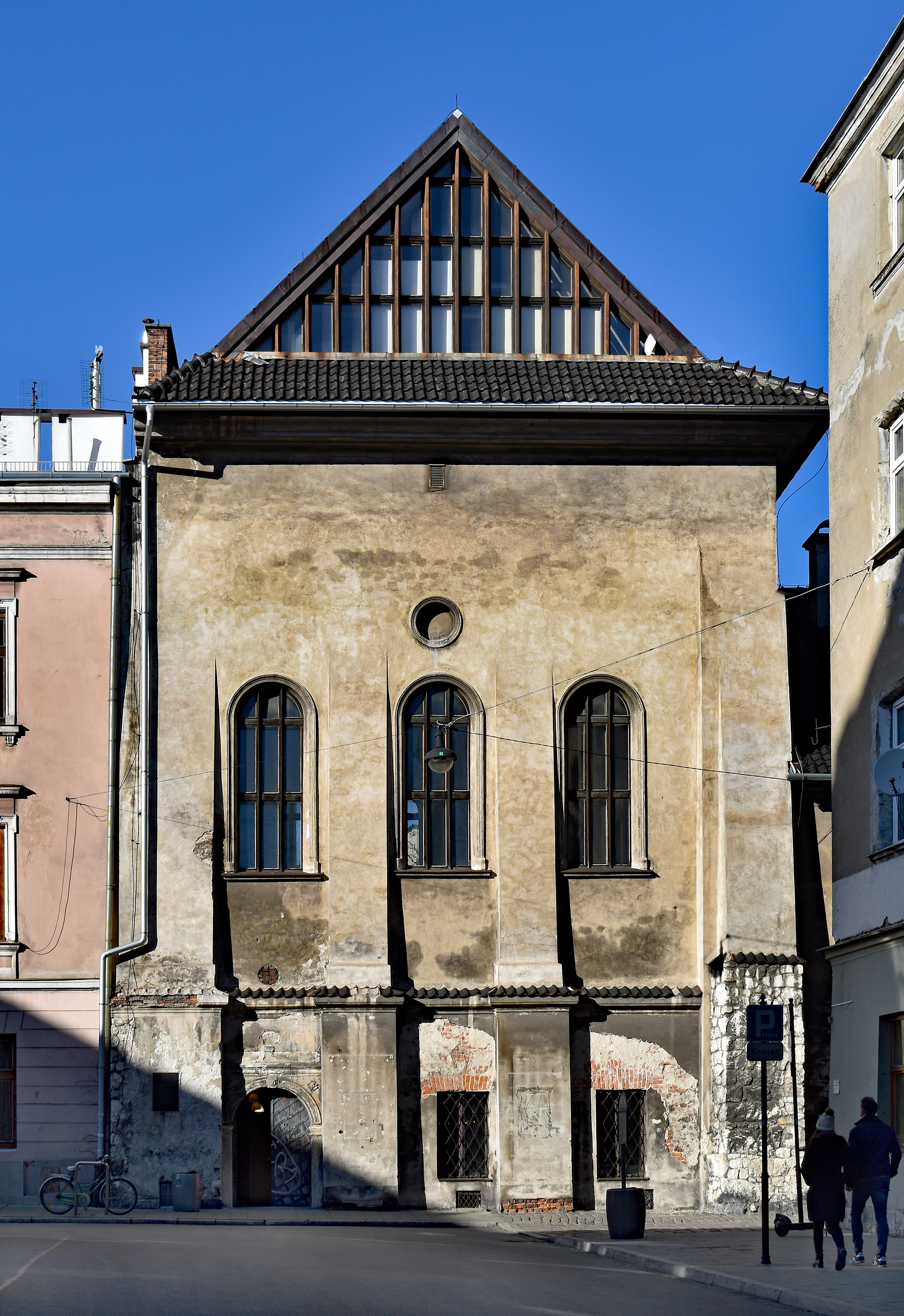
ul. Józefa 38 Synagoga Wysoka
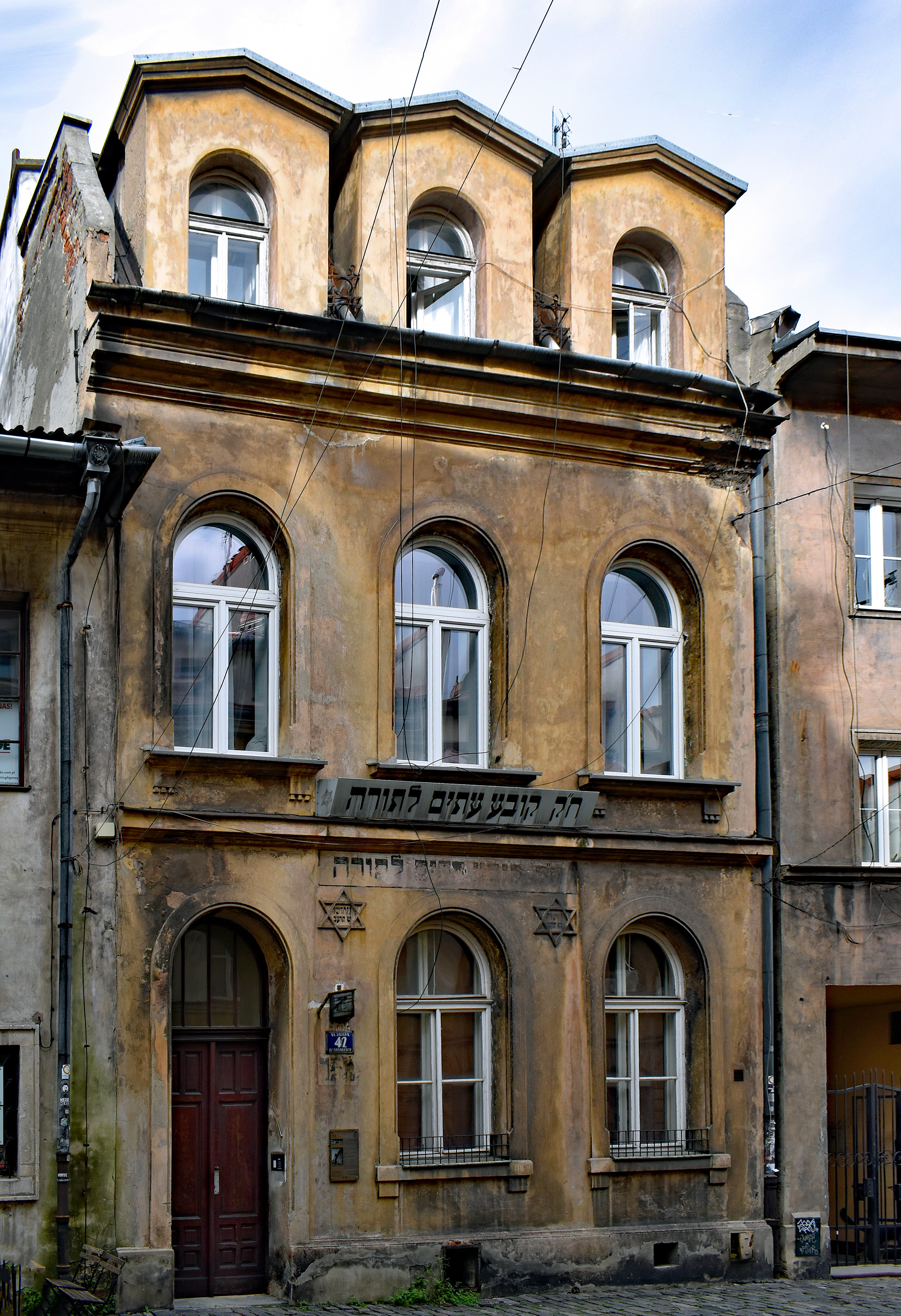
ul. Józefa 42 Synagoga Kowea Itim le-Tora

## W kulturze
Ulica pojawia się w wierszu Adama Zagajewskiego pt. Nienapisana elegia dla Żydów krakowskich (Ale najsmutniejsza jest ulica Józefa, wąska jak księżyc w nowiu...).